# Jacopo Piccolomini
Jacopolo Piccolomini (Pescia, Toscana, 1442 - Bolsena, Laci, 1479) fou un cardenal i historiador italià.
El seu verdader cognom era Ammannati, però prengué el nom de Piccolomini com a reconeixement als favors que rebé del Papa Pius II (Eneas Piccolomini).
Anà a Roma, on fou, des de 1450 fins al 1460, secretari del cardenal Capranica, i en aquesta última data se l'anomenà secretari apostòlic. Poc temps després fou elevat al bisbat de Pavia pel papa Pius II, el qual el 1461 li conferí el capell cardenalici.
El 1472 Sixt V l'anomenà llegat a Umbria, i aconseguí successivament els bisbats de Frascati i de Lucca.
L'any 1476 exercí de cardenal camarlenc.
Se li deuen notables obres històriques, escrites en llatí, les quals es publicaren després de la seva mort, a saber:
- Commentarii et Epistolae, (Milà, 1506) obra de les que se'n feren diverses edicions.
- Una Narració històrica referent als uxites (1616).